# Pedagogia della comunicazione
La pedagogia della comunicazione è una branca della pedagogia (metodologia generale che studia la formazione e l'educazione degli individui). La comunicazione (sotto forma di  istruzione obbligatoria, pubblica e privata, stampa ed altri media) è un atto fondamentale ed innato in ogni uomo, e senza di essa non potrebbe esserci alcun tipo di insegnamento.
La pedagogia della comunicazione si riferisce allo studio e alla riflessione attorno al legame tra educazione e comunicazione. Più precisamente, vuole analizzare i fenomeni comunicativi dal punto di vista educativo, puntando principalmente a capire i possibili effetti sulla persona. Si tratta di uno sguardo particolare e ben delimitato, focalizzato sui processi comunicativi, verticali o orizzontali, dove si cerca di rispondere ai seguenti quesiti:
- Chi comunica?
- Cosa dice?
- Con quale effetto?

## Definizione
Il primo termine - pedagogia - si riferisce alla disciplina che "esamina l'atto educativo nella duplice accezione di trasmissione e trasformazione culturale, e la qualità delle relazioni interpersonali che le rende possibili" (Bertolini); poiché non si limita a descrivere i processi educativi ma - con il fine di migliorarli - li prescrive, la pedagogia può essere definita "scienza ed arte dell'educazione".
Il secondo termine - comunicazione - indica quel processo inevitabile ("è impossibile non comunicare" - 1° assioma della Pragmatica della comunicazione - Watzlawick) che opera grandi effetti sul processo formativo dell'uomo; la comunicazione infatti non è mai neutra, essa genera sempre conseguenze positive o negative.
Poiché educazione e comunicazione sono strettamente legate (e, teniamo presente, hanno in comune caratteristiche di interattività ed irreversibilità), potremmo definire la pedagogia della comunicazione come lo studio sistematico dei processi comunicativi dal punto di vista educativo e diseducativo, ovvero come si utilizza la comunicazione, come interviene nei contesti di relazione, quali limiti e quali sfide comporta.

## L'educazione alla comunicazione
La comunicazione è educabile , promuovendo una attenta riflessione sul segno e sul referente linguistico tale da poter esplicitare la differenza tra parole-pensieri-cose e il loro rapporto dinamico (vedi triangolo semiotico) . L'educazione ad una corretta comunicazione ha uno stretto legame con discipline quali la linguistica (in particolare la sociolinguistica) e la filosofia del linguaggio.

## Le ricerche in Italia
Le ricerche in pedagogia della comunicazione (senza ulteriori aggettivazioni) non sono molto diffuse. Il testo che inaugura questo ambito di studio in Italia stabilisce che nel mondo contemporaneo la riflessione pedagogica sulla comunicazione è necessaria, tanto che oggi "educare" equivale a «portare a consapevolezza il valore della comunicazione», facendone emergere le criticità. Uno degli attuali settori di ricerca indaga la comunicazione di tipo clinico, in particolare il linguaggio diagnostico, il quale riguarda il mondo delle professioni socio-sanitarie e psico-pedagogiche, e coinvolge direttamente anche la scuola..